# Induskulturen

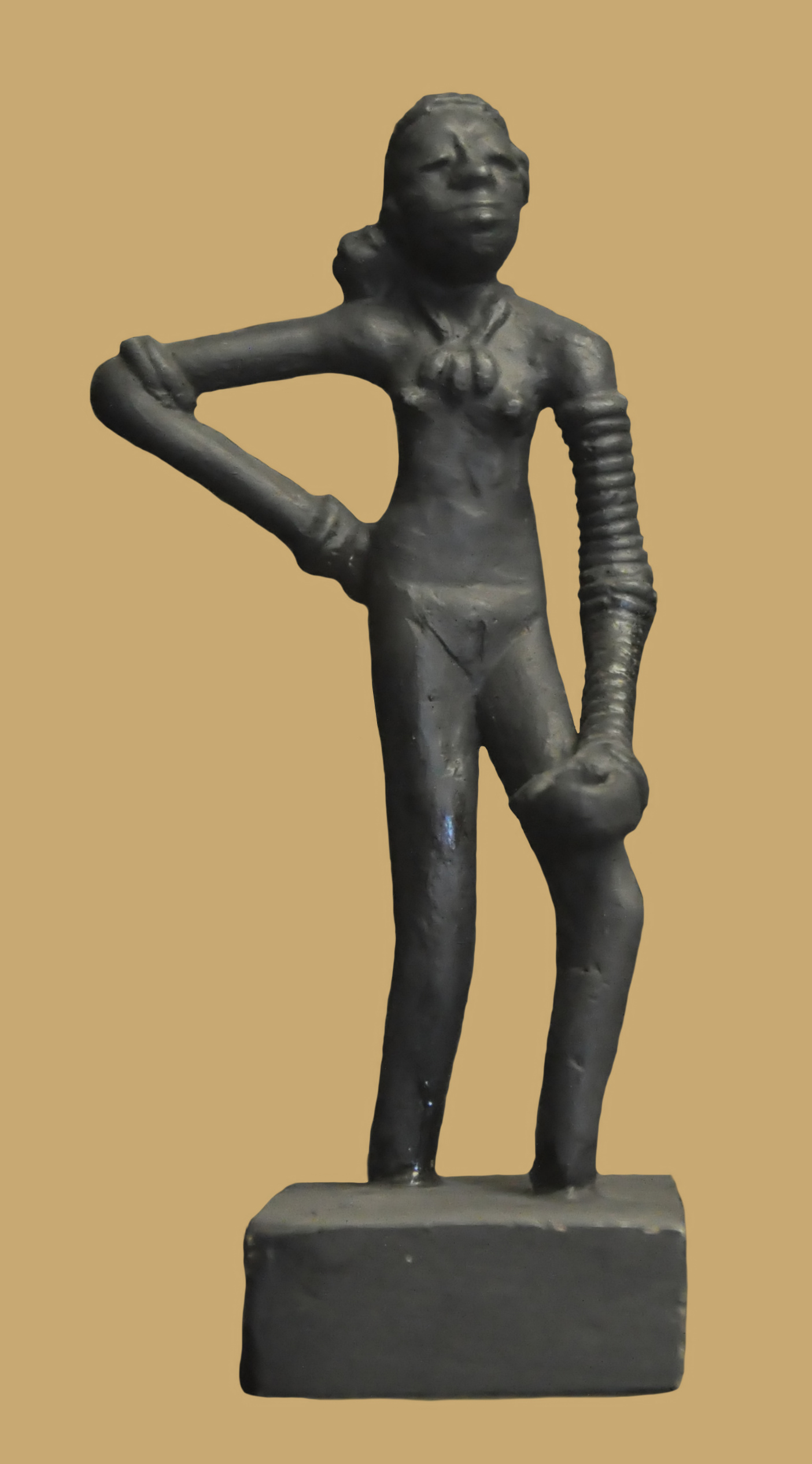
Induskulturen

Indus-Sarasvati (vanligare Induskulturen eller Induscivilisationen) var den forntida högkultur som uppstod i området runt floden Indus i nuvarande Pakistan omkring 2600 f.Kr.
Benämningen Indus-Sarasvati utgår från den allmänt vedertagna uppfattningen att Harappa och Mohenjo-daro vid Indus var civilisationer skilda från den civilisation som uppkom vid Sarasvatifloden, belägen söderut och med flöde från nuvarande Tharöknen. På senare tid har dock indiska forskare framförhållit att de tre civilisationerna faktiskt var en enda (se "Ariska invasionsteorin").
Civilisationen vid Indus och Sarasvati existerade ungefär mellan åren 2600 f.Kr. och 1500 f.Kr. Den spred sig söderut på kontinenten, men hade sitt centrum vid floderna i nordväst. Sannolikt har denna civilisation haft en betydande påverkan på senare tiders hinduism och indisk kultur.
Det förekommer att den samlande benämningen Indus-Sarasvaticivilisationen används, och detta sker på grundval av identifikationen mellan det vediska Sarasvatiområdets omnämnande i forntida litteratur.
Induskulturen var en högt utvecklad civilisation, vars ekonomi byggde i första hand på jordbruk och använde koppar och brons. Man praktiserade naturreligion och använde sig av piktografisk skrift.

## Upptäckt
Upptäckten av Induskulturen gjordes i samband med utgrävningar i Mohenjo-daro då uppseendeväckande fynd av en dittills okänd tidig indisk kultur på träffades 1922. Dessa kunde kopplas samman med fynd som tidigare gjorts i Harappa och utgrävningar inleddes i båda städerna av John Marshall som bidrog till förståelse av kulturen. Flera fynd som tidigare gjorts i Babylonien kunde även kopplas till denna kultur. Efterhand framkom fler fyndplatser som visade på att kulturen haft en stor utbredning, bland dessa märks Chanhu-daro 80 engelska mil sydost om Mohenjo-daro. Direkta föregångare till Induskulturen har inte påträffats, men en äldre kultur med besläktade drag, kallad Amrikulturen har påträffats i området.

## Civilisationens gryning
Ungefär vid 2600 f.Kr. (Kulturen blomstrade 2400-1800) växte för-harappiska bosättningar fram till hela städer, med tusentals invånare, av vilka många inte längre var jordbrukare. Uppkomsten av städer ledde till uppkomsten av en enhetlig kultur, något som var ett faktum trots att det kunde vara 100 mil emellan vissa av städerna. Städerna uppkom också så plötsligt i historien att det ibland har antagits att städerna var ett resultat av invandring till området. Det verkar med andra ord som om det ligger en samfälld planering bakom det hela.

## Städerna
Typiskt var städerna indelade i två sektioner. Den första sektionen var en upphöjd plattform, kallad citadell av tidigare arkeologer. Den andra sektionen, den "nedre staden", bestod av tät bostads- och affärsbebyggelse enligt ett fast mönster. Byggmaterialet var genomgående solbakat tegel och de största städerna kunde rymma 30 000 invånare.
Enligt fynd gjorda i Harappa, Mohenjo-daro och Rakhigarhi var städerna utrustade med ett sanitetssystem, det första kända i historien. Hem och företag fick sitt vatten från källor, och i varje hus fanns ett särskilt badrum med golvbrunn, som ledde bort avloppsvattnet.
Citadellens roll är fortfarande oklar. Det är långt från säkert att de var byggda i försvarssyfte; kanske fungerade de bara som skydd mot översvämningar. De flesta invånarna i städerna förefaller ha varit handelsmän och hantverkare. Material från avlägsna områden har påträffats på de arkeologiska fyndplatserna. Fynden tyder överlag på att städerna vid Indus präglades av stor ekonomisk jämlikhet.

## Ekonomi
Basen för städernas ekonomi var jordbruk, samt handel, det sistnämnda något som underlättades av förbättringar i transportsystemet. Sannolikt var oxdragna kärror det viktigaste sättet att utföra transporter. Även små flatbottnade båtar användes, möjligen försedda med segel, som båtarna på Indus idag. Av arkeologiska fynd att döma var civilisationens handelsområde ansenligt stort, och sträckte sig från nuvarande Afghanistan, över Persien, bort till Mesopotamien.

## Jordbruk
Eftersom städerna kunde vara så stora som 30 000 invånare är det en naturnödvändighet - med tanke på de teknologiska brister som präglade denna tidiga tidsålder - att jordbruket var högeffektivt. En bidragande faktor torde ha varit användandet av plogen, men den bördiga jorden i dalgångarna gjorde sitt till. Inga arkeologiska lämningar finns dock av bevattningsanläggningar.
Lämningar har däremot upptäckts av reservoarer, som använts för att dämma upp en del av det vatten som vräkte ner under monsunsäsongen.

## Språk
Den moderna forskningen har fortfarande inte kunnat uttyda det skriftspråk som användes i Indus och Sarasvatis dalgångar. Här har de efterlämnade föremålen vållat problem. Skrift har påträffats i första hand på sigill, präglade på keramiska kärl. Sådana sigill innehåller oftast inte mer än 4-5 tecken; det längsta hittills upptäckta är 26 tecken långt. Någon litteratur förefaller inte ha funnits. Det mest påfallande tecknet/hieroglyfen på tavlorna tycks föreställa en enhörning - vilket lett till att arkeologerna/antropologerna som forskar i ämnet dragit slutsatsen att Indus-folket tillämpade en religion där enhörningen stod i centrum. Man har även registrerat ett återkommande tecken föreställande en figur i fosterställning som går under namnet Murukan. Denna hieroglyf antas spelat en viktig roll, förmodligen som någon form av gudom (möjligen finns det en koppling till den indisk-asketiska-traditionen då figurens revben är väl utmärkta (lägg även märke till att ordet revben på den möjligen besläktade sumeriskan betyder både liv och revben)).
En del forskare säger sig se tecken på att de tillämpade ett språk inom den dravidiska språkstammen.

## Civilisationens undergång
Under 700 år levde invånarna vid Indus och Sarasvati i högönsklig välmåga. Slutet kom sedan lika plötsligt som uppblomstringen av städerna kommit. Kring år 1900 f.Kr. har många invånare i städerna börjat flytta därifrån och de som stannade kvar visar tecken på att ha varit undernärda. Hundra år senare hade städerna i princip helt övergivits.
En länge populär teori har erbjudit förklaringen att städernas kollaps berott på invasioner av främmande folk, den så kallade "Ariska invasionsteorin". Främlingarna kan ha kommit med överlägsen militär utrustning, som hästdragna stridsvagnar till detta område där man inte ser ut att ha intresserat sig särskilt mycket för militärt försvar. Man kan tänka sig en utveckling liknande den i Amerika när spanjorerna kom dit. Med överlägsen militär teknik intog de landet, men eftersom majoriteten av befolkningen fortfarande var densamma tog den ursprungliga kulturen nästan över efter ett tag, men den nackdelen för historien att troligen, som i Mexiko efter erövringen, blev alla skriftliga dokument förstörda. Det enda som blev kvar med text var sigillen.
En annan bra förklaring till städernas nedgång är en förändring i klimatet. Meteorologisk forskning har kunnat visa att vädret i Indusdalen blev avsevärt kallare och torrare kring år 1800 f.Kr.. Sedan kan också floderna börjat ta nya lopp genom det nordindiska slättlandet. En förändring i Ghaggar-Hakrasystemet eller sarasvatisystemet kan ha orsakat katastrofala följder för städerna. Förändringen kan - om inte på annat sätt - ha orsakats av jordbävningar. På senare år har zoologer kunnat fastställa att floddelfinen i Ganges är nära släkt med floddelfinen i Indus, vilket bäst förklaras av att floderna någon gång mötts.
Länge antog man att hela den urbana civilisationen i Indien hade fallit samman i och med Indusstädernas undergång. På senare år har dock utforskningarna av den översvämmade staden Dvaraka från 1500-talet f.Kr. visat att denna civilisation tycks ha haft en större utbredning än man tidigare trott. Inskrifter i Dvaraka är skrivna med Indusskrift, och här har hittats rikt utsirade sigill av en typ som liknar de många handelssigill som hittats i Indusdalen. Man har också hittat tempel med avbildningar av Vishnu, en arisk gud. Detta, i förening med Sarasvati-flodens upptäckt, har väckt nya frågor kring Induskulturens förhållande till indoeuropéerna. En del forskare har velat lösa problemet genom att flytta ariernas intåg till tredje årtusendet f.Kr.

## Indoarierna
Förhållandet mellan civilisationen vid Indus och civilisationen vid Sarasvati, och den tidiga indoariska civilisationen är något oklar. Vissa forskare menar att referenserna till Sarasvati i den vediska litteraturen är rent mytologisk. 
Konkreta bevis för att Sarasvatifloden faktiskt existerat kunde inte beläggas förrän under slutet av 1900-talet när geologer och satellitfotografier visade Sarasvatis historiska lopp genom Indusdalen.
En av de omständigheter som fortfarande inte kan anses klarlagd är att de indoeuropeiska folken höll solguden som den viktigaste gudomen, medan de förariska indierna hade en kvinnlig fruktbarhetsgud i dess ställe. De arkeologiska fynden vid Indus pekar inte mot en kult av solguden (såvida inte den svastika som hittats på de heliga platserna är en solsymbol, som i dagens hinduism; svastikan förekommer i indoeuropeiska samhällen, men det är omdebatterat huruvida den var en solsymbol). För Indiens arier var dock solen en underordnad, om än betydande, gudom, vilket framgår bl.a. i Rigveda 2:12:7 där Indra sägs ha skapat solen och dagsljuset. Man vet också att arierna faktiskt dyrkade ett antal gudinnor, såsom Ushas, Sarasvati och jordgudinnan Prithvi, som kan ha haft en fruktbarhetsaspekt.
Den s.k. "Indusguden", en gestalt med horn och klövar och omgiven av djur som uppträder på ett stort antal avbildningar i Indusstäderna, kan också vara en indoeuropeisk gud. Fruktbarhetsgudar med horn och klövar, som Pan, Faunus, Fan och Cernunnos, går otvivelaktigt tillbaka på en och samma gudagestalt. Den behornade skaparjätten i kinesisk religion, Pangu, har ett namn som liknar många av de europeiska horngudarnas, och den kinesiska skapelseskildringen (där Pangu föds ur ett ägg och skapar himlen och jorden av dess båda skalhalvor) är tveklöst inspirerad av den indiska i Manu Smrti. En del tror att Indusguden är Pashupati, "Djurens herre", en form av Shiva i rådjursgestalt. Indusguden uppträder alltid omgiven av djur och dessutom ofta med erigerad penis; de många shivalinga-stenar (fallossymboler) som hittats i Indusstäderna ingick högst sannolikt i hans kult. Detta skulle kunna tyda på tidiga kulturella förbindelser mellan Indusdalen och indoeuropeiska folk. Många arkeologer menar dock att Indusguden är identisk med en tjurhövdad gud känd från avbildningar i Susa.